# University of South Wales
Die University of South Wales ging im Jahr 2013 aus einer Fusion der bisherigen University of Glamorgan (UoG) und der University of Wales, Newport hervor. Der Hauptsitz liegt im walisischen Treforest. Mit 23.090 Studierenden im Studienjahr 2019/2020 war die University of South Wales die zweitgrößte Universität in Wales. Standorte sind in der walisischen Hauptstadt Cardiff, in Newport und in Pontypridd. Es gibt eine Partnerschaft mit dem European College of Business and Management in London. 
Kanzler ist The Rt Revd and Rt Hon Lord Williams of Oystermouth.

## Zahlen zu den Studierenden

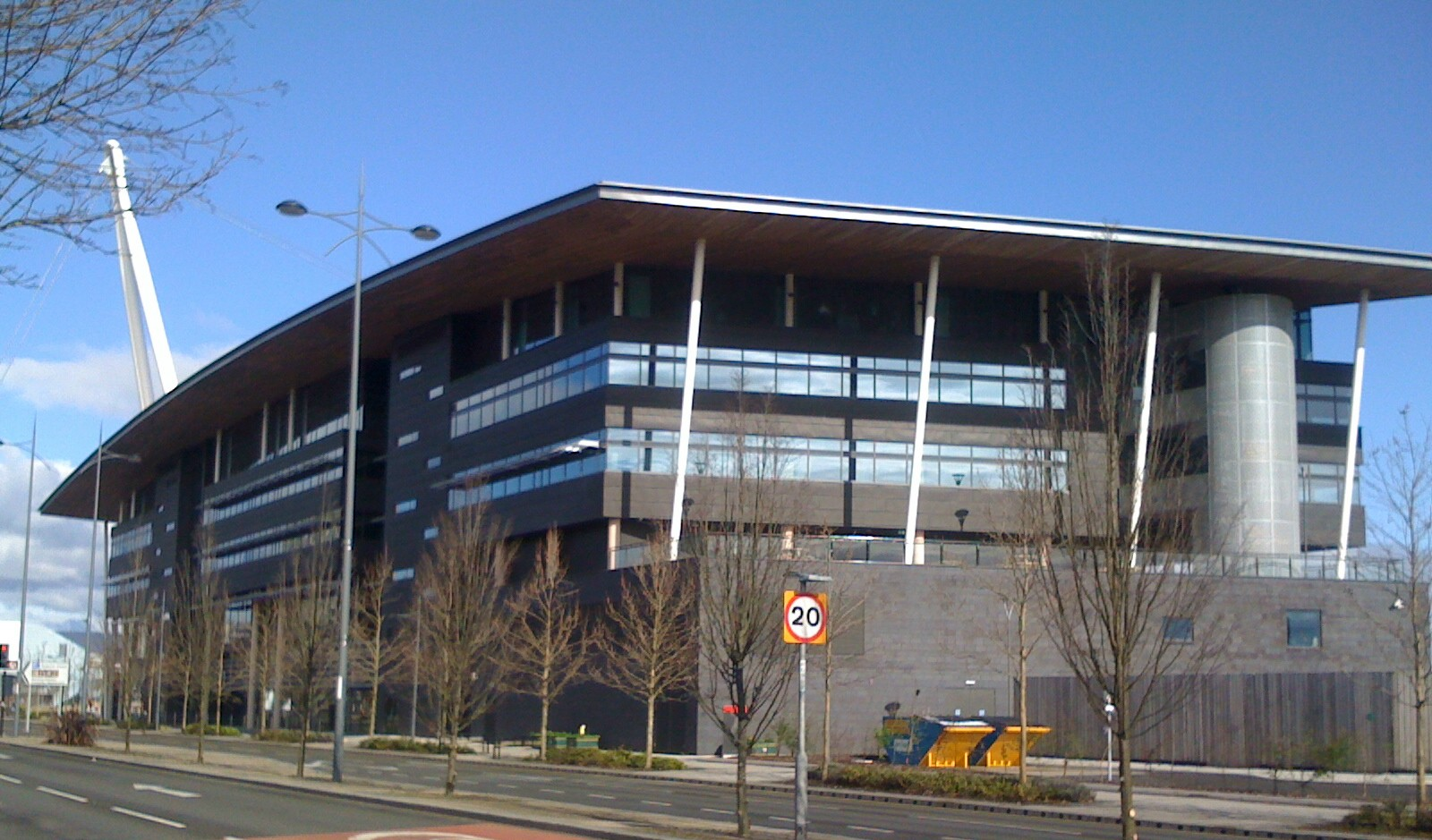
Gebäude der University of South Wales am Campus in Newport

Von den 23.090 Studenten des Studienjahrens 2019/2020 nannten sich 12.735 weiblich (55,2 %) und 10.285 männlich (44,5 %). 4.545 Studierende kamen aus England, 110 aus Schottland, 15.160 aus Wales, 80 aus Nordirland, 1.100 aus der EU und 2.085 aus dem Nicht-EU-Ausland. Damit kamen insgesamt 3.185 aus dem Ausland. 17.765 der Studierenden strebten 2019/2020 ihren ersten Studienabschluss an, sie waren also undergraduates. 5.325 arbeiteten auf einen weiteren Abschluss hin, sie waren postgraduates. 330 arbeiteten in der Forschung.